# Johannes Seiler

Binz auf Rügen; Kreidezeichnung auf grauem Papier

Johannes Seiler (* 5. August 1871 in Nürnberg; † 23. August 1954 in Neunhof bei Nürnberg) war ein deutscher Bildhauer und Maler.
Johannes Seiler war der Sohn des 2. Bürgermeisters von Nürnberg Christoph von Seiler (1822–1904). Nach dem Besuch der Nürnberger Kunstgewerbeschule studierte er von 1890 bis 1897 Bildhauerei an der Münchener Kunstakademie bei Syrius Eberle sowie Malerei bei Hermann Groeber und Bernhard Buttersack. Nach längerem Aufenthalt in Italien lebte und arbeitete er ab 1898 in München, ab 1913 in Nürnberg. Ab 1900 wandte er sich auch der Landschaftsmalerei zu.

## Werke (Auswahl)
- 1909: Taufengel mit Taufschale, St. Laurentius, Lorenzkirch
- 1910: Figur eines Ritters, Gebäude der Industrie und Handelskammer, Nürnberg
- 1912–16: Figuren von Valentin Kötzler und Christoph Scheurl an der Außenfassade des Justizpalastes, Nürnberg
- 1923: Kriegerdenkmal, Feuchtwangen
- Kriegerdenkmal in Pausitz